# Panglima Sugala
Panglima Sugala é um município de  terceira classe de renda municipal (d) na província Tawi-Tawi, nas Filipinas. De acordo com o censo de 1 de maio  de  2020 possui uma população de 48 055 pessoas e 7 546 domicílios.